# 덴로쿠 가스 폭발 사고
덴로쿠 가스 폭발 사고(일본어: 天六ガス爆発事故)는 1970년 4월 8일 저녁 오사카부 오사카시 기타구 간에이초(현 덴진바시 로쿠초메, 통칭: 덴로쿠)의 오사카 시영 지하철 다니마치 선 덴진바시스지 6초메 역의 공사 현장에서 일어난 가스 폭발 사고이다. 이 사고로 79명이 사망하였고, 420명이 크고 작은 부상을 입었다.

## 경과
1970년 4월 8일 17시 15분 무렵 지하에서 노출된 도시가스용 중압관과 저압관의 수수기 이음새 부분이 빠져 도시가스가 분출되었다.
우연히 지나간 오사카 가스의 순찰차가 통보하여 사고 처리차가 출동하였으나 현장 부근에서 엔진고장을 일으켰다. 처리차는 엔진 재시동을 위해 전지 전동기를 돌리지만, 그 불꽃으로 개착 방식의 복공판의 틈새에서 빠진 가스가 인화하여 17시 39분 무렵 화재가 시작되었다.
이 때 소란을 우연히 들은 구경꾼과 오사카 가스의 직원, 소방 대원, 경찰관 등이 현장에 모여 있었다. 그리고 17시 45분 무렵 사고 처리차의 불이 복공판 직하의 지하에 가득찬 도시가스에 인화되어 대폭발이 일어났다. 공사 현장의 도로상 길이 약 150m×폭 약 10m에 걸쳐 약 1,000장이 부설되어있던 복공판의 대부분이 위에 있던 사람도 날려 버리는 바람에 많은 희생자를 냈다.
사고 발생 후 부상자의 상당수는 해당 구내의 기타노 병원을 시작으로 오사카 시내 25개소의 병원에 후송되었다. 오사카부 경찰 본부는 폭발 사고 현장에서 서쪽으로 약 200m의 오사카시 기타시민회관에 오후 6시 현지 경비 본부를 설치하였으며 또한 오사카시도 같은 장소에 오후 8시 재해 대책 본부를 설치하고 대응에 임했다. 희생자의 사체는 해당 구내의 다이유지, 나니와 출장소, 학만사 등에 안치되었다.

## 사고 후
사고를 보고 받고 오사카시 의회에서는 지하철 공사 현장 가스 폭발 사고 대책 특별 위원회를 설치하였다. 당시의 주우마 가오루 시장 의향으로 희생자와 가옥의 손해 등에 대하는 오사카시·오사카 가스, 거기에 건설공사를 하청받고 있던 테켄 건설에 의한 보상이 진행되었다.
다음 1971년 6월에는 오사카부 경찰 본부가 강제 수사를 개시하여 7월 23일 오사카시 교통국 직원 3명, 테켄 건설 직원 5명, 테켄 건설의 하청업자 종업원 1명 및 오사카 가스 종업원 2명의 합계 11명을 업무상 과실치사상죄로 오사카 지검에 의해 기소되었다. 재판에서는 오사카시와 테켄 건설이 오사카 가스의 관리 책임을, 오사카 가스가 오사카시의 관리 책임을 각각 주장하여 이것이 쟁점이 되었다.
- 1심：오사카 지방 법원 판결 1985년 4월 17일(형월 17-34-314)
  - 테켄 건설 직원(공사의 실시): 집행 유예 다음 금고형, 공소
  - 테켄 건설 하청업자 직원: 무죄
  - 오사카시 교통국 직원(시공 감독 책임): 집행 유예 다음 금고형
  - 오사카 가스 종업원(가스관의 유지 관리): 1명은 공판 심리중 사망하여 공소 기각, 1명은 무죄
- 2심:오사카 고등 법원 판결 1991년 3월 22일(판시 1458-18)
  - 공소 기각

이 사고를 계기로 굴착에 의해 주위가 노출된 도관의 방호'(가스 사업법 성령 77조·78조)이 제정되어 노출 부분의 양단이 지반붕괴 우려가 없는 것의 확인·누출을 방지하는 적절한 조치·온도의 변화에 의한 도관의 신축을 흡수, 분산하는 조치·위급의 경우의 가스 차단 조치를 결정할 수 있었다.
위령비가 근린의 고쿠분지 공원에 세워져 있다. 당시 오사카부 스이타시에서 개최중인 일본 만국 박람회(오사카 만박)의 파빌리온 '가스 파빌리온'이 이 사고의 영향으로 일시 공개 중지가 되었다. 당사고 현장을 포함한 오사카 시영 지하철 다니마치 선의 공사 구간(히가시우메다 - 미야코지마간)은 1974년 5월에 개통했다.

## 같이 보기
- 가쓰라 우타노스케(2대) - 사고 당일, 현장 가까이의 사원에서 만담회를 개최할 예정이었지만, 당사고 발생에 의한 다수의 사상자의 발생에 의해 회장의 절이 부상자나 사체의 수용소가 되었기 때문에 중지되었다. 이 후에도 우타노스케가 회를 개최할 때마다 센니치 백화점 화재 등의 대재해나 저명인의 부보가 발생한 것 때문에 우타노스케에게는 '재해를 부르는 남자'라고 하는 소문이 나돌았다.
- 대구 상인동 가스 폭발 사고